# Alexander Agassiz Medal
Die Alexander Agassiz Medal ist ein seit 1913 von der National Academy of Sciences der USA vergebener Preis für Ozeanographie. Er ist nach Alexander Agassiz benannt.

## Preisträger

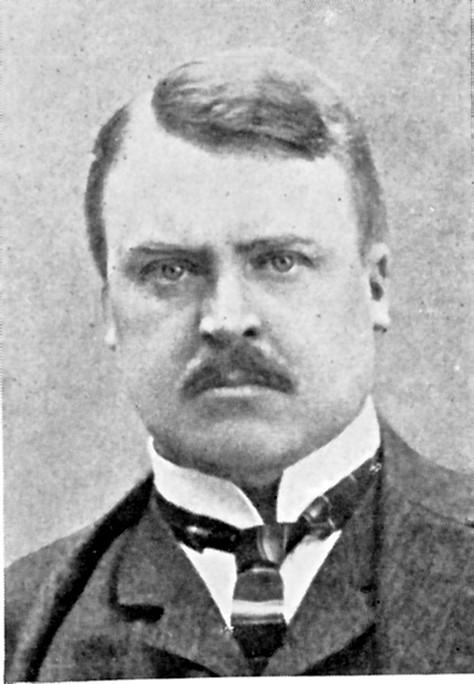
Johan Hjort
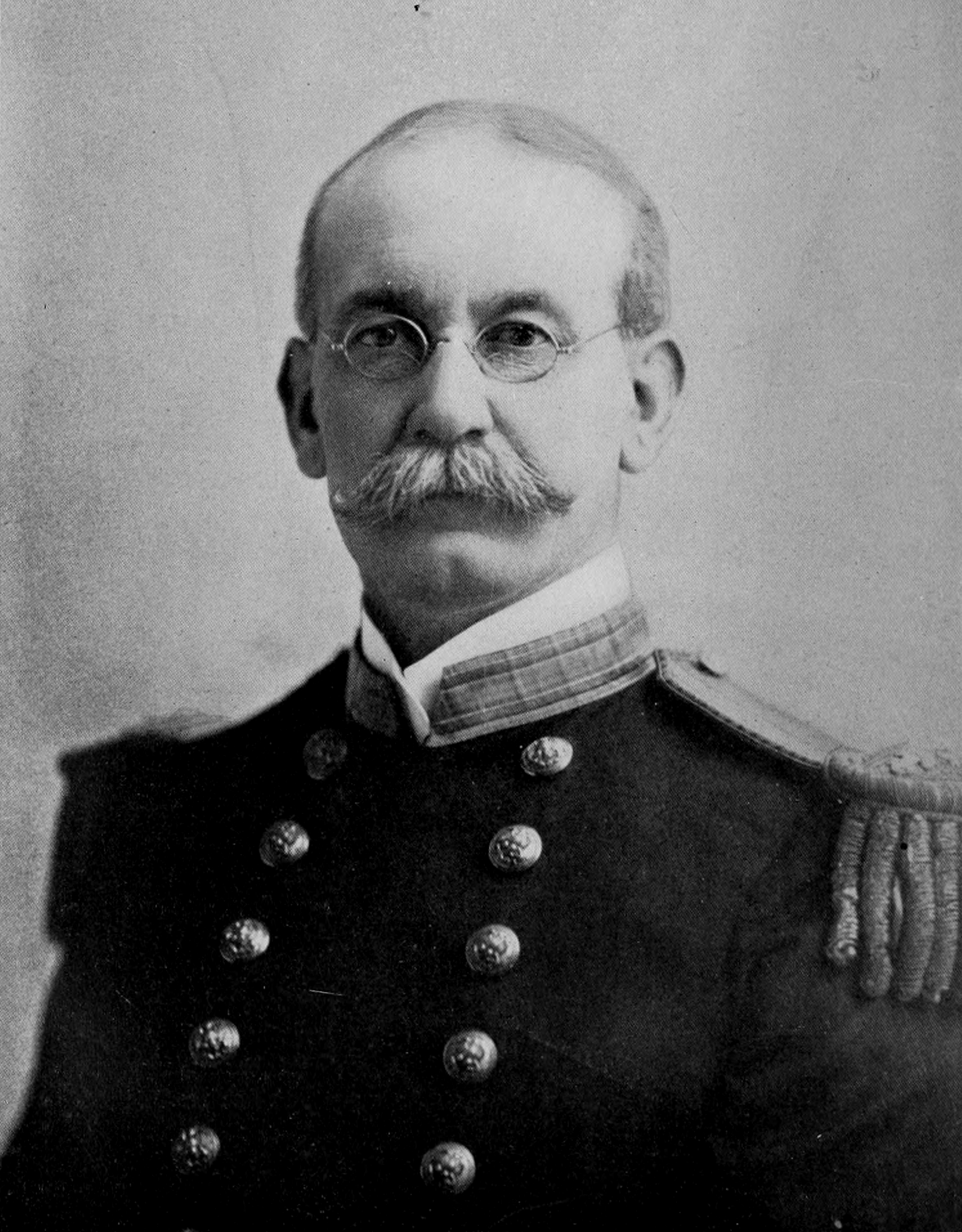
Charles Dwight Sigsbee
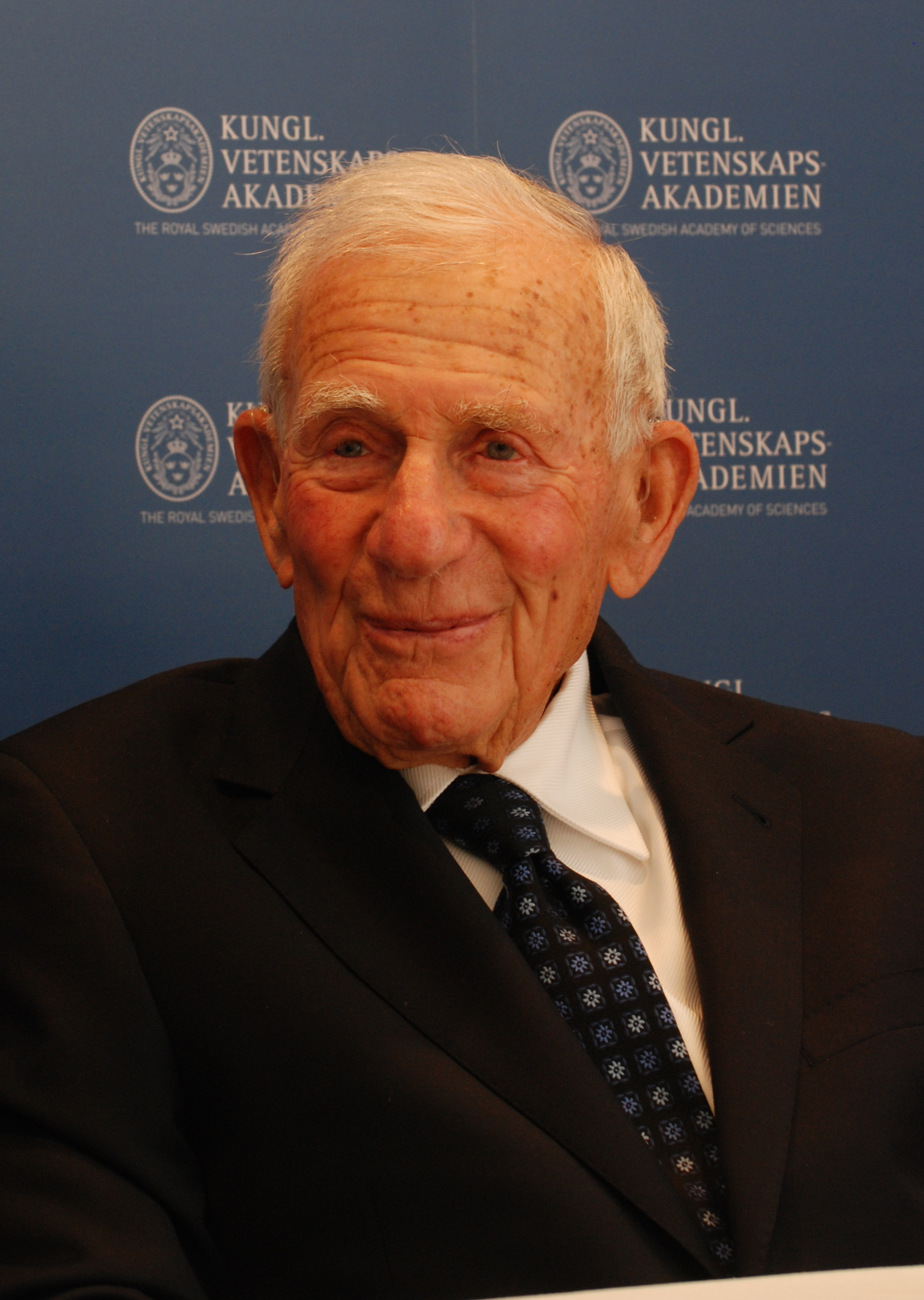
Walter Munk

- 1913 Johan Hjort
- 1918 Albert I. von Monaco
- 1920 Charles Dwight Sigsbee
- 1924 Otto S. Pettersson
- 1926 Vilhelm Bjerknes
- 1927 Max Weber
- 1928 Vagn Walfrid Ekman
- 1929 John Stanley Gardiner
- 1930 Johannes Schmidt
- 1931 Henry Bryant Bigelow
- 1932 Albert Defant
- 1933 Bjørn Helland-Hansen
- 1934 Haakon Hasberg Gran
- 1935 T. Wayland Vaughan
- 1936 Martin Knudsen
- 1937 Edgar Johnson Allen
- 1938 Harald Ulrik Sverdrup
- 1939 Frank Rattray Lillie
- 1942 Columbus O’Donnell Iselin
- 1946 Joseph Proudman
- 1947 Felix Andries Vening Meinesz
- 1948 Thomas Gordon Thompson
- 1951 Harry A. Marmer
- 1952 H. W. Harvey
- 1954 Maurice Ewing
- 1955 Alfred Clarence Redfield
- 1959 Martin W. Johnson
- 1960 Anton Frederik Bruun
- 1962 George Deacon
- 1963 Roger Revelle
- 1965 Edward C. Bullard
- 1966 Carl Henry Eckart
- 1969 Frederick C. Fuglister
- 1972 Seiya Uyeda
- 1973 John H. Steele
- 1976 Walter Munk
- 1979 Henry Stommel
- 1986 Wallace Broecker
- 1989 Cesare Emiliani
- 1992 Joseph L. Reid
- 1995 Victor Vacquier
- 1998 Walter C. Pitman
- 2001 Charles Shipley Cox
- 2004 Klaus Wyrtki
- 2007 James R. Ledwell
- 2010 Sallie Chisholm
- 2013 David M. Karl
- 2018 Dean Roemmich
- 2023 Kirk Byran Jr.